# Enicospilus enicospilus
Enicospilus enicospilus là một loài tò vò trong họ Ichneumonidae.